# Harrington (Maine)
Harrington és una població dels Estats Units a l'estat de Maine (EUA). Segons el cens del 2000 tenia 882 habitants.

## Demografia
Segons el cens del 2000, Harrington tenia 882 habitants, 364 habitatges, i 256 famílies. La densitat de població era de 16,1 habitants/km².
Dels 364 habitatges en un 29,1% hi vivien nens de menys de 18 anys, en un 57,4% hi vivien parelles casades, en un 9,1% dones solteres, i en un 29,4% no eren unitats familiars. En el 22,5% dels habitatges hi vivien persones soles el 10,2% de les quals corresponia a persones de 65 anys o més que vivien soles. El nombre mitjà de persones vivint en cada habitatge era de 2,41 i el nombre mitjà de persones que vivien en cada família era de 2,79.
Per edats la població es repartia de la següent manera: un 21,5% tenia menys de 18 anys, un 7,3% entre 18 i 24, un 26,5% entre 25 i 44, un 28,3% de 45 a 60 i un 16,3% 65 anys o més.
L'edat mediana era de 42 anys. Per cada 100 dones de 18 o més anys hi havia 91,7 homes.
La renda mediana per habitatge era de 26.579 $ i la renda mediana per família de 29.211 $. Els homes tenien una renda mediana de 24.038 $ mentre que les dones 16.447 $. La renda per capita de la població era de 13.224 $. Entorn del 14,9% de les famílies i el 19,2% de la població estaven per davall del llindar de pobresa.